# Élections législatives de 1962 dans l'Aube
Les élections législatives françaises de 1962 se déroulent les 18 et 25 novembre 1962. Dans le département de l'Aube, trois députés sont à élire dans le cadre de trois circonscriptions.

## Élus
| Circonscription | Député sortant  | Parti | Parti | Député élu ou réélu | Parti | Parti   |
| --------------- | --------------- | ----- | ----- | ------------------- | ----- | ------- |
| 1re             | Louis Briot     |       | UNR   | Louis Briot         |       | UNR-UDT |
| 2e              | Henri Terré     |       | CNIP  | Henri Terré         |       | RI      |
| 3e              | Bernard Laurent |       | MRP   | Jean Durlot         |       | UNR-UDT |

## Résultats

### Résultats à l'échelle du département
| Parti          | Parti                                          | Premier tour | Premier tour | Second tour | Second tour | Sièges |
| Parti          | Parti                                          | Voix         | %            | Voix        | %           | Sièges |
| -------------- | ---------------------------------------------- | ------------ | ------------ | ----------- | ----------- | ------ |
|                | Union pour la nouvelle République (UDT)        | 31 840       | 32,19        | 50 981      | 49,25       | 2      |
|                | Républicains indépendants                      | 9 889        | 10,00        | 11 589      | 11,20       | 1      |
|                | Majorité présidentielle                        | 41 729       | 42,18        | 62 570      | 60,45       | 3      |
|                |                                                |              |              |             |             |        |
|                | Centre national des indépendants et paysans    | 11 758       | 11,89        | 948         | 0,92        | 0      |
|                | Mouvement républicain populaire                | 4 399        | 4,45         | Retrait     | Retrait     | 0      |
|                | Centre démocratique                            | 16 157       | 16,33        | 948         | 0,92        | 0      |
|                |                                                |              |              |             |             |        |
|                | Parti communiste français                      | 24 710       | 24,98        | 39 988      | 38,63       | 0      |
|                | Section française de l'Internationale ouvrière | 14 413       | 14,57        | Retrait     | Retrait     | 0      |
|                | Parti radical                                  | 1 916        | 1,94         | Retrait     | Retrait     | 0      |
|                |                                                |              |              |             |             |        |
| Inscrits       | Inscrits                                       | 151 643      | 100,00       | 151 632     | 100,00      | 3      |
| Abstentions    | Abstentions                                    | 49 012       | 32,32        | 43 022      | 28,37       |        |
| Votants        | Votants                                        | 102 631      | 67,68        | 108 610     | 71,63       |        |
| Blancs et nuls | Blancs et nuls                                 | 3 706        | 3,61         | 5 104       | 4,7         |        |
| Exprimés       | Exprimés                                       | 98 925       | 96,39        | 103 506     | 95,3        |        |

### Résultats par circonscription

#### Première circonscription (Troyes - Bar-sur-Aube)
| Candidat       | Candidat                  | Parti          | Premier tour | Premier tour | Second tour | Second tour |  |
| Candidat       | Candidat                  | Parti          | Voix         | %            | Voix        | %           |  |
| -------------- | ------------------------- | -------------- | ------------ | ------------ | ----------- | ----------- |  |
|                | Louis Briot sortant réélu | UNR-UDT        | 11 881       | 41,19        | 18 378      | 62,42       |  |
|                | Madeleine Dubois          | PCF            | 6 185        | 21,44        | 11 064      | 37,58       |  |
|                | Pierre Labonde            | CNIP           | 4 704        | 16,31        | Retrait     | Retrait     |  |
|                | Yves Lavoquer             | SFIO           | 4 161        | 14,42        | Retrait     | Retrait     |  |
|                | Henry Supper              | Radsoc         | 1 916        | 6,64         | Retrait     | Retrait     |  |
|                |                           |                |              |              |             |             |  |
| Inscrits       | Inscrits                  | Inscrits       | 43 942       | 100,00       | 43 932      | 100,00      |  |
| Abstentions    | Abstentions               | Abstentions    | 13 970       | 31,79        | 12 720      | 28,95       |  |
| Votants        | Votants                   | Votants        | 29 972       | 68,21        | 31 212      | 71,05       |  |
| Blancs et nuls | Blancs et nuls            | Blancs et nuls | 1 125        | 3,75         | 1 770       | 5,67        |  |
| Exprimés       | Exprimés                  | Exprimés       | 28 847       | 96,25        | 29 442      | 94,33       |  |

#### Deuxième circonscription (Troyes - Bar-sur-Seine)
| Candidat       | Candidat                  | Parti          | Premier tour | Premier tour | Second tour | Second tour |  |
| Candidat       | Candidat                  | Parti          | Voix         | %            | Voix        | %           |  |
| -------------- | ------------------------- | -------------- | ------------ | ------------ | ----------- | ----------- |  |
|                | Henri Terré sortant réélu | RI             | 9 889        | 31,8         | 11 589      | 34,12       |  |
|                | Pierre Daure              | UNR-UDT        | 8 962        | 28,82        | 10 869      | 32          |  |
|                | Marcelin Ninoreille       | PCF            | 7 096        | 22,82        | 11 511      | 33,89       |  |
|                | Roger Gouaille            | SFIO           | 5 154        | 16,57        | Retrait     | Retrait     |  |
|                |                           |                |              |              |             |             |  |
| Inscrits       | Inscrits                  | Inscrits       | 49 512       | 100,00       | 49 510      | 100,00      |  |
| Abstentions    | Abstentions               | Abstentions    | 17 175       | 34,69        | 14 485      | 29,26       |  |
| Votants        | Votants                   | Votants        | 32 337       | 65,31        | 35 025      | 70,74       |  |
| Blancs et nuls | Blancs et nuls            | Blancs et nuls | 1 236        | 3,82         | 1 056       | 3,01        |  |
| Exprimés       | Exprimés                  | Exprimés       | 31 101       | 96,18        | 33 969      | 96,99       |  |

#### Troisième circonscription (Troyes - Nogent-sur-Seine)
| Candidat       | Candidat                | Parti          | Premier tour | Premier tour | Second tour | Second tour |  |
| Candidat       | Candidat                | Parti          | Voix         | %            | Voix        | %           |  |
| -------------- | ----------------------- | -------------- | ------------ | ------------ | ----------- | ----------- |  |
|                | Maurice Camuset         | PCF            | 11 429       | 29,32        | 17 413      | 43,43       |  |
|                | Jean Durlot élu         | UNR-UDT        | 10 997       | 28,21        | 21 734      | 54,21       |  |
|                | André Mutter            | CNIP           | 7 054        | 18,1         | 948         | 2,36        |  |
|                | André Montmaur          | SFIO           | 5 098        | 13,08        | Retrait     | Retrait     |  |
|                | Bernard Laurent sortant | MRP            | 4 399        | 11,29        | Retrait     | Retrait     |  |
|                |                         |                |              |              |             |             |  |
| Inscrits       | Inscrits                | Inscrits       | 58 189       | 100,00       | 58 190      | 100,00      |  |
| Abstentions    | Abstentions             | Abstentions    | 17 867       | 30,71        | 15 817      | 27,18       |  |
| Votants        | Votants                 | Votants        | 40 322       | 69,29        | 42 373      | 72,82       |  |
| Blancs et nuls | Blancs et nuls          | Blancs et nuls | 1 345        | 3,34         | 2 278       | 5,38        |  |
| Exprimés       | Exprimés                | Exprimés       | 38 977       | 96,66        | 40 095      | 94,62       |  |